# Cantó de Laròcabrau
El cantó de Laròcabrau és un cantó francès del departament de Cantal, situat al districte d'Orlhac. Té 14 municipis i el cap és Laròcabrau.

## Municipis
- Arnac
- Airen
- Cròs de Mont verd
- Glenat
- Lacapelle-Viescamp
- Laròcabrau
- Mont verd
- Nieudan
- Rofiac
- Saint-Étienne-Cantalès
- Saint-Gérons
- Saint-Santin-Cantalès
- Saint-Victor
- Siran

## Història
| Data d'elecció                           | Identitat         | Partit        | Qualitat |
| ---------------------------------------- | ----------------- | ------------- | -------- |
| 1958-19..                                | M. Pinchinat      | Radical       |          |
| 19..-1982                                | Paul Robert       | UDF           |          |
| 1982-2008                                | Christian Meiniel | UMP           |          |
| 2008-                                    | Michel Cabanes    | Divers gauche |          |
| les dades anteriors no són pas conegudes |                   |               |          |
|                                          |                   |               |          |

## Demografia
| 1962  | 1968  | 1975  | 1982  | 1990  | 1999  | 2007  |
| ----- | ----- | ----- | ----- | ----- | ----- | ----- |
| 5.214 | 5.712 | 4.862 | 4.750 | 4.663 | 4.392 | 4.290 |